# Oakland
Die Stadt Oakland [ˈoʊklənd] im US-Bundesstaat Kalifornien, am östlichen Ufer der Bucht von San Francisco gelegen, ist Sitz der Bezirksverwaltung des Alameda County. Laut der letzten Volkszählung im Jahr 2020 zählte die Stadt 440.646 Einwohner und war damit nach San José und San Francisco die drittgrößte Stadt der Metropolregion San Francisco Bay Area. Die Stadt wurde im Jahre 1852 gegründet und ist bis heute stark industriell geprägt. Historisch waren der Hafen und die Eisenbahn als Infrastrukturknotenpunkte wichtig. Beide zogen Einwanderer an, so dass die Bevölkerung der Stadt große Anteile von Minderheiten hat.
Oakland grenzt im Norden an die für ihre Universität bekannte Stadt Berkeley. Am gegenüberliegenden Ufer befindet sich in westlicher Richtung mit San Francisco die Metropole Nordkaliforniens.
Oakland ist ein Standort des California College of the Arts, eine der weltweit renommiertesten Schulen für Kunst und Design. Die Stadt ist zudem Sitz des römisch-katholischen Bistums Oakland.

## Einwohnerentwicklung
| Jahr | Einwohner¹ |
| ---- | ---------- |
| 1980 | 339.337    |
| 1990 | 372.242    |
| 2000 | 399.334    |
| 2010 | 390.907    |
| 2020 | 440.646    |

¹ 1980–2020: Volkszählungsergebnisse

## Demografie
Die Arbeiterstadt Oakland ist seit vielen Jahrzehnten bekannt für ihre multikulturelle Bevölkerung. Nachdem Oakland bis vor dem Zweiten Weltkrieg noch eine fast ausschließlich weiße Bevölkerung aufwies, setzte in Oakland die White flight ein, bei einem gleichzeitigen Zuzug von Afroamerikanern. Mittlerweile lebt in der Stadt keine klare ethnische Bevölkerungsmehrheit mehr. Die Bevölkerung bestand laut dem Zensus von 2010 zu 25,9 Prozent aus Weißen und zu 28 Prozent aus Afroamerikanern; 16,7 Prozent waren asiatischer Herkunft (vor allem Chinesen) und 25,4 Prozent der Bevölkerung waren Hispanics, vorwiegend Mexikaner. Der Median des Einkommens je Haushalt lag 2015 bei 54.618 US-Dollar. 20,4 Prozent der Bevölkerung lebten unterhalb der Armutsgrenze. Im Vergleich zum benachbarten San Francisco gilt die Armutsquote in Oakland als deutlich höher.

## Politik

### Städtepartnerschaften
Oakland listet folgende Partnerstädte auf:
| Stadt            | Land                | seit |
| ---------------- | ------------------- | ---- |
| Bahir Dar        | Äthiopien           |      |
| Dalian           | Volksrepublik China | 1982 |
| Fukuoka          | Japan               | 1962 |
| Livorno          | Italien             |      |
| Nachodka         | Russland            | 1975 |
| Ocho Rios        | Jamaika             | 1986 |
| Santiago de Cuba | Kuba                | 2000 |
| Sekondi-Takoradi | Ghana               | 1975 |

## Kultur und Sehenswürdigkeiten

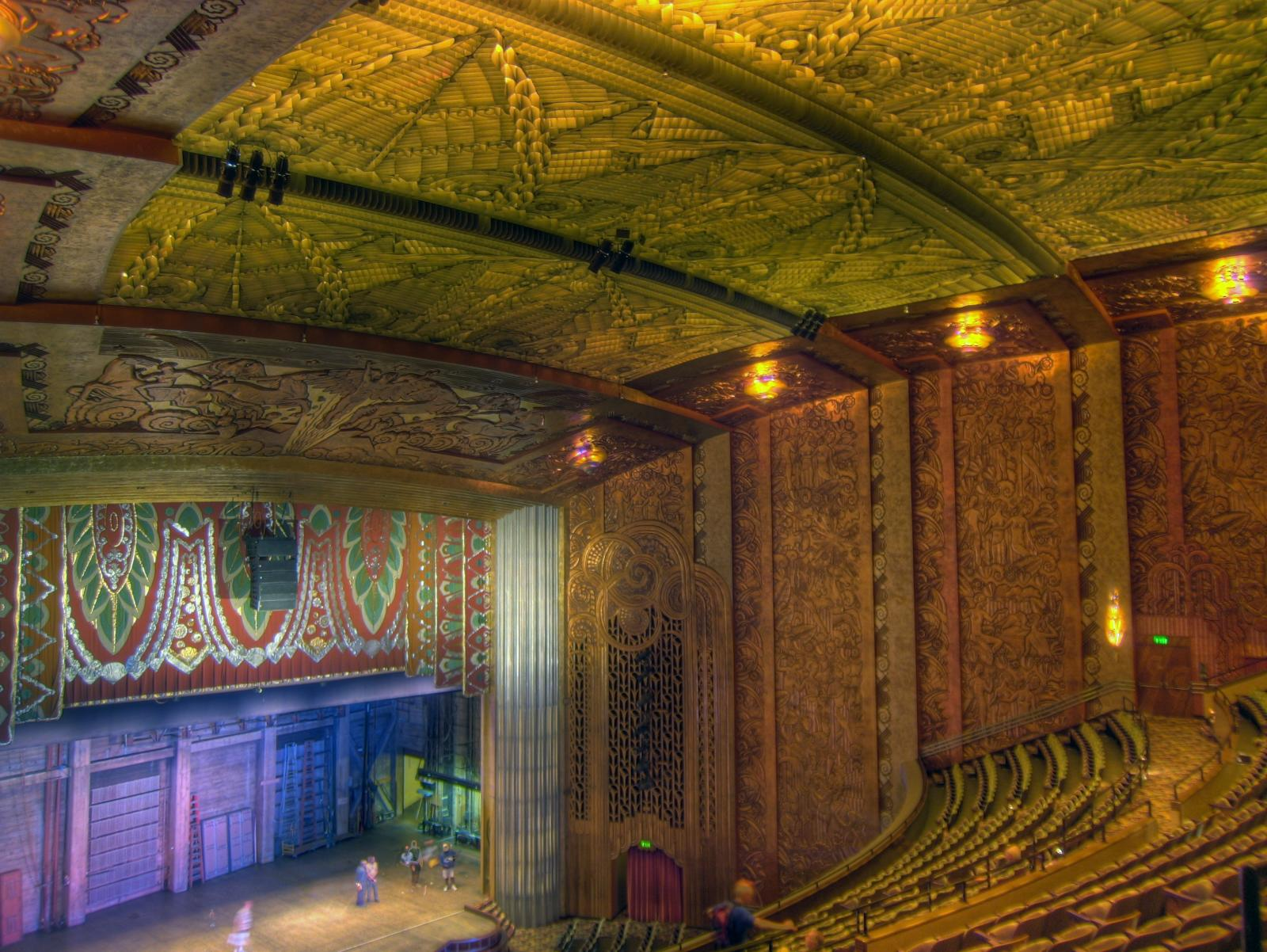
Das Innere des Paramount Theater (2008)

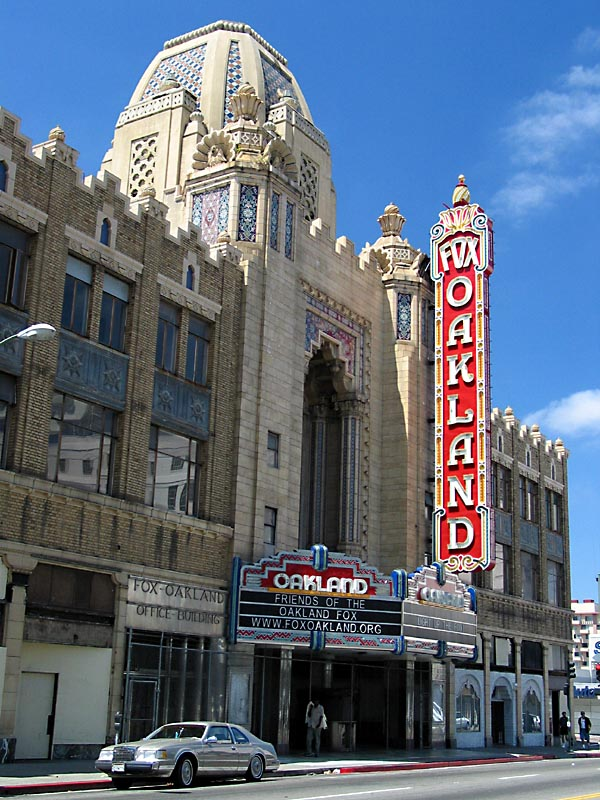
Das Fox Theater (1928), Telegraph Avenue

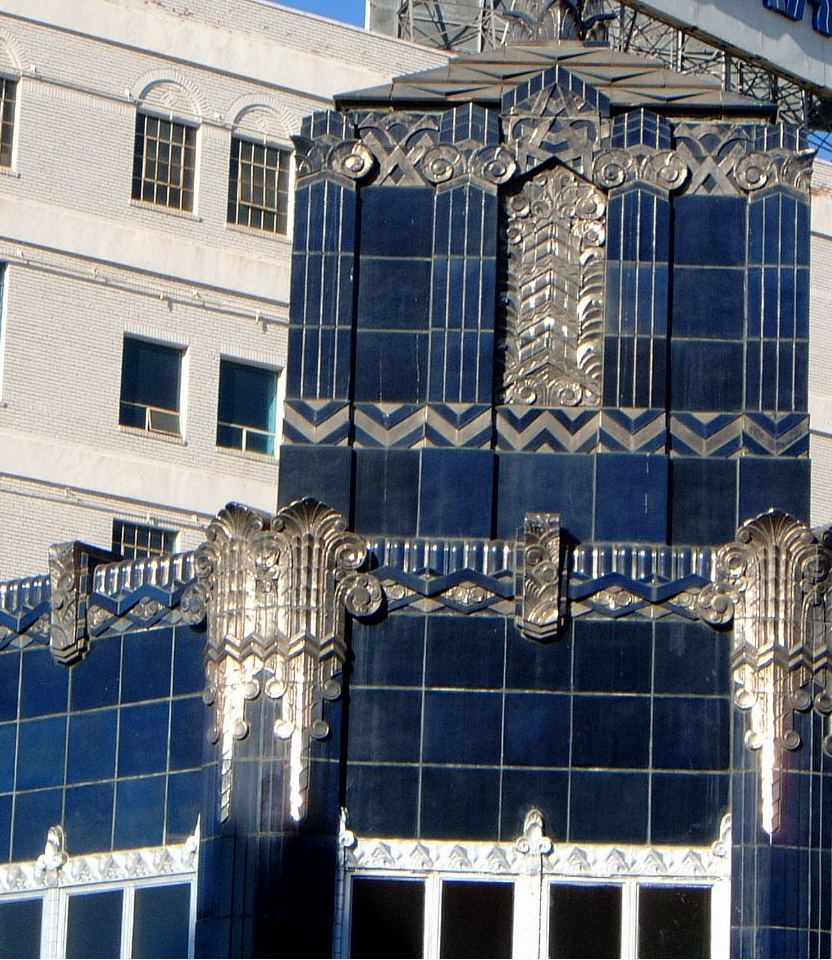
Art-déco-Detail in der Innenstadt

### Architektur
Die Innenstadt von Oakland beherbergt vor allem eine Vielzahl hervorragend erhaltener Art-déco-Gebäude. Zu den berühmtesten zählen das Paramount Theater am Broadway (1931) oder das Fox Theater (1928). Darüber hinaus ist auch die Hafenkneipe Heinold’s First and Last Chance erwähnenswert, eröffnet 1883 und vollkommen im Originalzustand erhalten. Sie ist ebenso auf dem National Register of Historic Places wie das neoklassische, 1899 erbaute Dunsmuir House and Gardens und das African American Museum and Library at Oakland aus dem Jahr 1901. Des Weiteren ist die Oakland City Hall, das Rathaus aus dem Jahre 1910, zu erwähnen.

### Nachtleben
In der Innenstadt findet sich eine Vielzahl von Bars und Nachtclubs. Vor allem der Jack London Square mit seinen Kinos, Restaurants und Bars ist auch nachts beliebt. Die musikalische Bandbreite ist enorm, besonders beliebt sind einige Punkrock-, Dance- und vor allem Jazz-Clubs.

### Chinatown
Oaklands Chinatown ist das asiatische Viertel der Stadt. Der Hauptteil der Bewohner sind Chinesen, Japaner, Koreaner und Filipinos, daneben leben hier eine Vielzahl anderer Ethnien und Nationalitäten. Einer der berühmtesten Bewohner war sicher Bruce Lee, der hier zeitweise lebte. Das Viertel ist außerordentlich bunt und besonders bei Anhängern der authentischen asiatischen Küche beliebt. Generell ist Oaklands Chinatown für Touristen oft eine geschätzte Alternative zur überlaufenen Chinatown San Franciscos.

### Sport
Die Oakland Athletics waren ein Major-League-Baseball-Team, welches von 1968 bis 2024 im RingCentral Coliseum spielte. Die Spiele wurden vom lokalen Fernsehsender KICU, der dem FOX-Network angeschlossen ist, sowie dem nationalen Sportkanal FOX Sports übertragen. Es ist geplant, dass das Team unter dem Namen "A's" von 2025 bis 2027 in West Sacramento spielt und dann 2028 nach Las Vegas zieht. Mit den Oakland Raiders war von 1960 bis 1981 sowie von 1995 bis 2019 ein Team der National Football League (NFL) in Oakland ansässig, bevor das 2020 ebenfalls nach Las Vegas zog. Die Golden State Warriors aus der National Basketball Association (NBA) spielten von 1966 bis 2019 mit zwei kurzen Unterbrechungen in der Oakland Arena, bevor das Team zurück nach San Francisco ging. Von 1967 bis 1976 gab es mit den California Golden Seals (vorher Oakland Seals) auch ein Team aus der National Hockey League (NHL) in Oakland, bevor das Team noch für zwei Jahre als "Barons" in Cleveland spielte und dann aufgelöst wurde. Somit ist Oakland die einzige Stadt der USA, welche Teams aus allen vier großen Ligen MLB, NFL, NBA und NHL hatte und wieder verlor. 

### Bildung
- California College of the Arts
- Holy Names University (ehemals Holy Names College)
- Julia Morgan School for Girls
- Laney College
- Lincoln University
- Merritt College
- Mills College
- Oikos University
- Patten University
- Samuel Merritt College
- Oaksterdam University

### Weiteres
Weitere Attraktionen Oaklands:
- Der Chabot Space and Science Center mit Planetarium und drei großen Teleskopen
- Das Children’s Fairyland (ältester Vergnügungspark der Vereinigten Staaten für Kinder)
- Lake Merritt, zentrumsnaher See, eingetragen im National Register of Historic Places, inklusive des ältesten Vogelschutzgebiets in Nordamerika, des Lake Merritt Garden Center, und eines Bonsai-Gartens
- Die USS Potomac, die ehemalige Präsidentenjacht der Vereinigten Staaten, heute Museumsschiff
- Das Oakland Museum of California
- Der Oakland Zoo

## Wirtschaft und Infrastruktur

### Ansässige Unternehmen

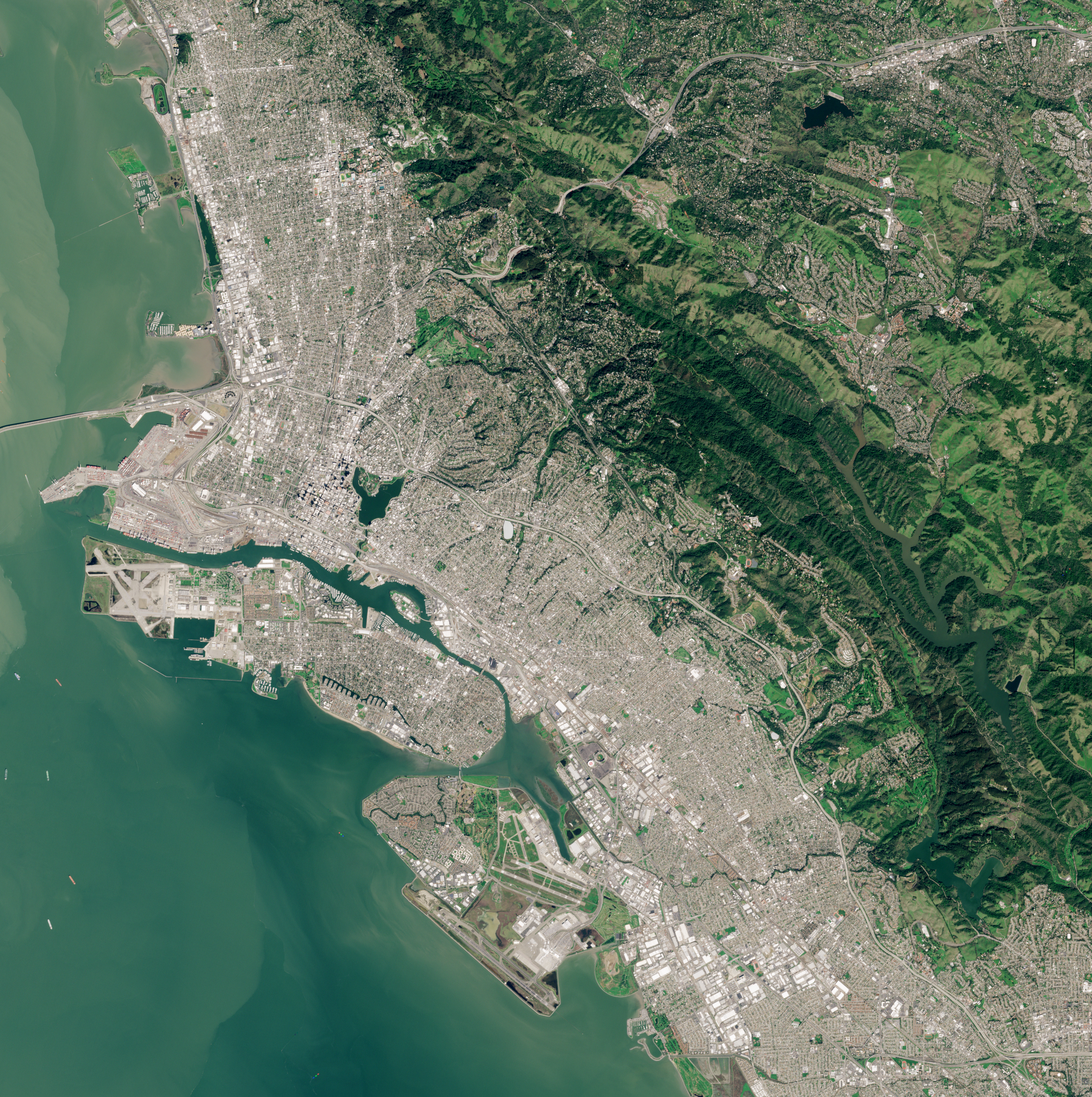
Satellitenaufnahme von Oakland

Unternehmen mit Hauptsitz in Oakland sind unter anderem Kaiser Permanente, Clorox, Ask.com, Pandora sowie Matson Navigation Company, Dreyer’s und Cost Plus, Inc.

### Verkehr

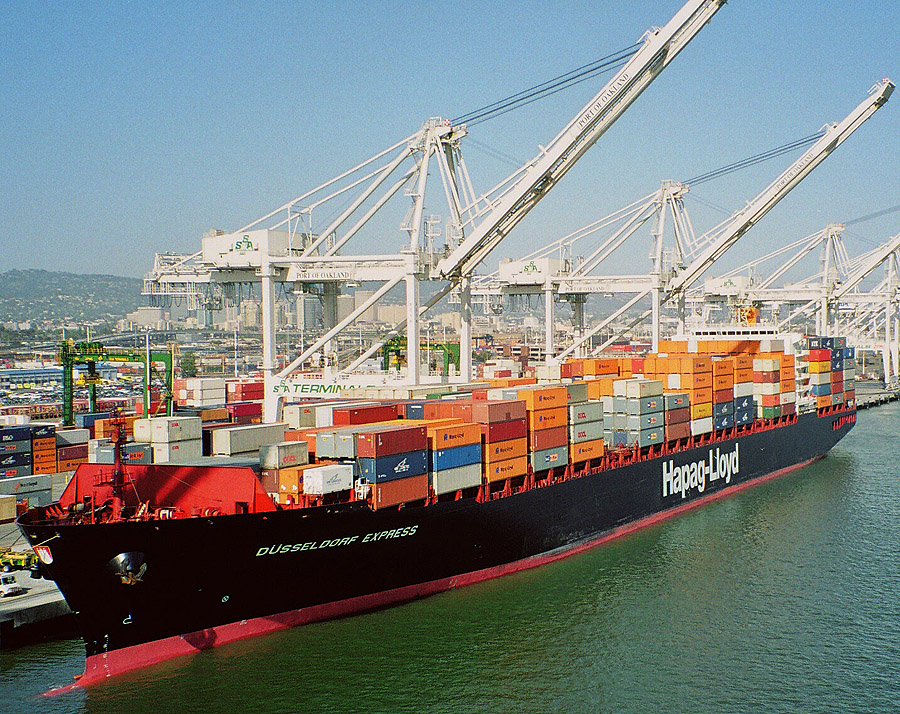
Hapag-Lloyd-Containerfrachter im Hafen von Oakland

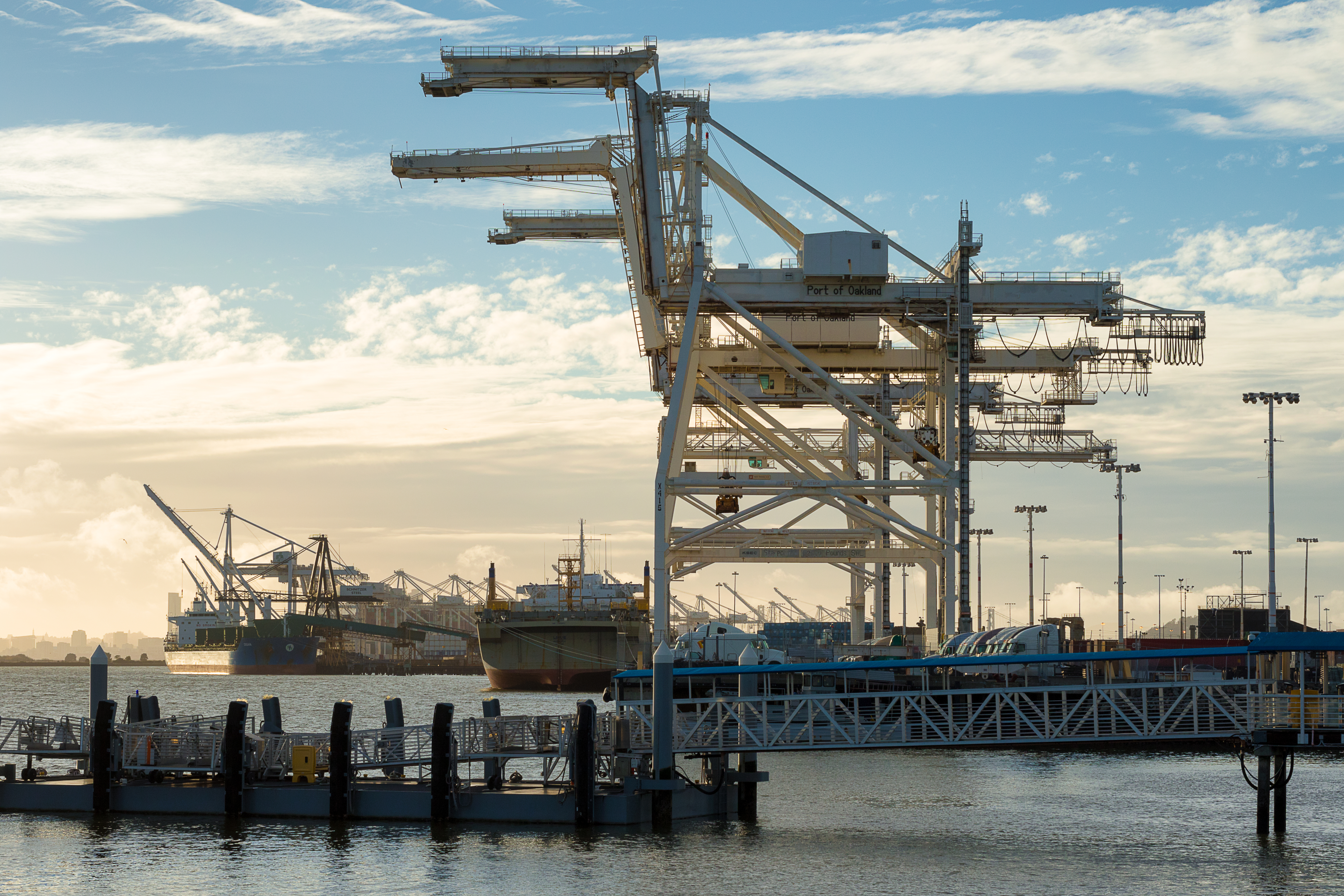
Beladekräne am Containerterminal

Dem Hafen Oakland, der zu den vier größten Häfen der USA und zu den 20 größten weltweit zählt, ist der Oakland International Airport (OAK) direkt angegliedert. Neben dem San Francisco International Airport (SFO) ist der Oakland International Airport der zweite bedeutende Flughafen der Bucht, nicht zuletzt für den Frachtverkehr.
Oakland ist darüber hinaus ein bedeutender Eisenbahnknoten. Historisch war Oakland der westliche Endpunkt der ersten transkontinentalen Eisenbahn. Heute wird der Fernverkehr am Bahnhof an der 16. Straße abgewickelt. Die Züge der Bay Area Rapid Transit (BART) unterqueren die Meeresbucht seit 1974 mit einem zweigleisigen Tunnel, der Transbay Tube. Im Stadtgebiet verzweigen sich mehrere Linien, die das Umland (unter anderem Berkeley, Richmond, San Leandro) anbinden. Aus dem Straßenbahnnetz und einigen Vorortbahnen entstand in der ersten Hälfte des 19. Jahrhunderts mit dem Key System eine Art Überlandstraßenbahn, die trotz stetig steigender Passagierzahlen 1958 aufgekauft und stillgelegt wurde. Ein Teil des Netzes verlief parallel zu den seit 1972 betriebenen Strecken von BART. Heute wird der übrige Nahverkehr mit Bussen abgewickelt.
Durch Oakland verlaufen die Interstate Highways 80, 580, 880, und 980, sowie die California State Routes 13, 24, 123, 185 und 260. Darüber hinaus gibt es ein dichtes innerstädtisches Straßennetz.
In Richtung Westen ist Oakland mit San Francisco seit 1936 über die doppelstöckige Bay Bridge verbunden. Momentan wird der östliche Abschnitt, zwischen Treasure Island und dem Festland bei Oakland, durch eine vollkommen neue Konstruktion ersetzt. Die Bauarbeiten wurden im September 2013 beendet.

## Gegenwärtige Probleme

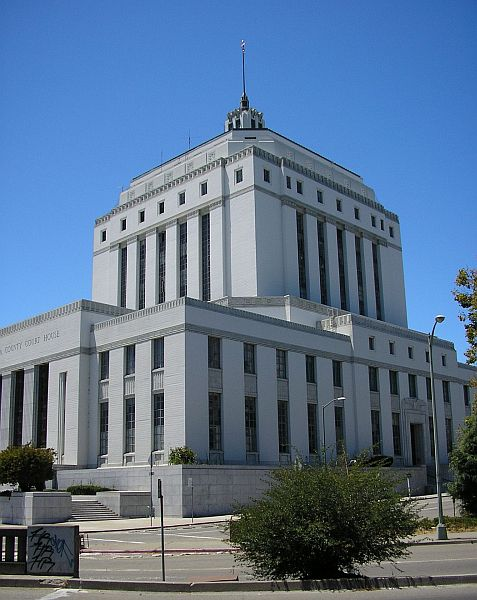
Das Alameda County Court House

### Kriminalität
Oakland hat seit einigen Jahren eine stetig steigende Kriminalitätsrate. Momentan geschehen etwa 150 Straßenmorde jährlich. Das ist nicht zuletzt auf den Industriecharakter der Stadt zurückzuführen, deren Bewohner aufgrund eines generell niedrigeren Bildungsniveaus als etwa dem Silicon Valley im Süden, San Francisco im Westen oder der Universitätsstadt Berkeley im Norden überdurchschnittlich unter der stagnierenden US-Wirtschaft leiden.
Allerdings ist die Kriminalitätsrate in den einzelnen Stadtteilen höchst unterschiedlich. Oakland West, der Stadtteil zwischen den Interstate Highways 580 und 880, gilt vor allem in Bezug auf Kapitalverbrechen als Kriminalitätsschwerpunkt, während die Kriminalitätsrate in der Innenstadt und anderen Stadtteilen deutlich niedriger ist.
Im Sommer 2008 erlebte die Kriminalität einen neuen Höhepunkt, der sich in 104 Morden (Stand Ende September) und unter anderem 25 Raubüberfällen auf Restaurants innerhalb eines Monats äußerte. Diese Geschehnisse erbrachten der Stadt, vielmehr dem besonders gefährlichen Gebiet zwischen den Highways 580 und 880, den Ruf einer killing zone ein und viele Bürger fordern mittlerweile laut verschärfte Polizeikontrollen und Bürgerwehren, um eine vollständige Eskalation der alltäglichen Gewalt auf den Straßen zu verhindern.
Am 21. März 2009 ereignete sich in Oakland auch die tödlichste Polizei-Schießerei Kaliforniens seit der Newhall-Schießerei 1970: Ein vorbestrafter Räuber erschoss bei einer Verkehrskontrolle zwei Polizisten und verschanzte sich in einem Haus. Als dieses gestürmt wurde, erschoss der Täter noch zwei SWAT-Beamte und verletzte einen weiteren, ehe er selbst erschossen wurde. Seit Gründung des Oakland Police Department 1867 sind damit bereits 52 Beamte während ihres Dienstes ums Leben gekommen, davon 34 durch Schusswaffen.
Am 2. April 2012 lief ein 43-jähriger Koreaner an der Oikos University Amok und erschoss sieben Menschen. Der Täter, ein früherer Student der Hochschule, ergab sich eine Stunde später in einem Supermarkt.

## Persönlichkeiten

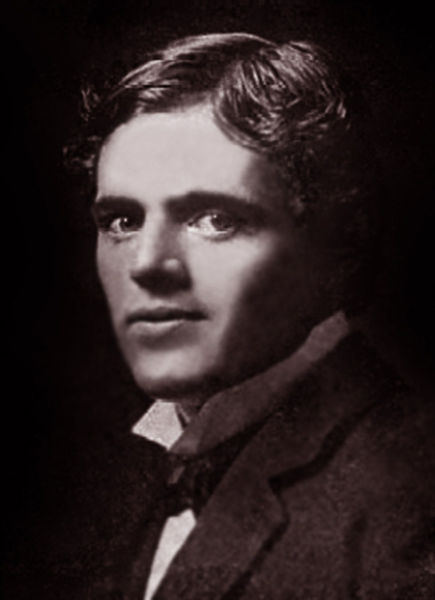
Der Schriftsteller Jack London

### Berühmte Bürger
- Henry Durant (1802–1875), Bürgermeister von 1872 bis 1875
- Anthony Chabot (1813–1888), Geschäftsmann und Unternehmer; gründete 1866 die Contra Costa Water Company, die ein Monopol auf die Wasserversorgung von Oakland und benachbarten Gebieten entwickelte
- John R. Glascock (1845–1913), Politiker; von 1887 bis 1890 Bürgermeister von Oakland
- Walter J. Mathews (1850–1947), Architekt; zu seinen bekanntesten Gebäuden zählt die First Unitarian Church of Oakland
- George Pardee (1857–1941), Politiker; von 1876 bis 1878 Bürgermeister von Oakland
- Jack London (1876–1916), Schriftsteller und Journalist
- Jack Vance (1916–2013), Schriftsteller
- Taswell Baird (1922–2002), Jazzposaunist; lebte in Oakland
- Sonny Barger (1938–2022), Gründer der Hells Angels Oakland
- Jerry Brown (* 1938), Politiker; von 1999 bis 2007 Bürgermeister von Oakland
- Willie Brown (1940–2019), American-Football-Spieler; spielte als Cornerback bei den Oakland Raiders
- Khalil Shaheed (1949–2012), Trompeter; war vorwiegend in der Jazzszene von Oakland aktiv
- Sheila E. (* 1957), Perkussionistin, Schlagzeugerin und Sängerin
- MC Hammer (* 1962), Rapper
- Kamala Harris (* 1964), Politikerin, Juristin und ehemalige Vizepräsidentin der Vereinigten Staaten von Amerika
- Robb Flynn (* 1968), Musiker und Gründer der Heavy-Metal-Band Machine Head
- Spice 1 (* 1970), Rapper
- Mike Dirnt (* 1972) und Tré Cool (* 1972), Musiker der Punk-Rock-Band Green Day
- Daniel Wu (* 1974), sinoamerikanischer Schauspieler; besuchte die Head-Royce School in Oakland
- Daniel Alarcón  (* 1977), US-amerikanischer Schriftsteller peruanischer Herkunft; lebt in Oakland
- Kehlani Parrish (* 1995), R&B-Sängerin und Songwriterin; wuchs in Oakland auf
- Angus Cloud (1998–2023), Schauspieler, wuchs in Oakland auf